# 277 Fifth Avenue
277 Fifth Avenue ist ein Wolkenkratzer in Manhattan in New York City. Der vom Architekten Rafael Viñoly entworfene Wohnturm war mit seinen rund 205 m Höhe bis 2024 der höchste Wohnturm an der Fifth Avenue.

## Beschreibung
Der Wohnwolkenkratzer 277 Fifth Avenue befindet sich in Midtown Manhattan im Viertel NoMad an der Fifth Avenue zwischen dem Madison Square Park und dem Empire State Building. In direkter Umgebung befinden sich weiter das berühmte Flatiron Building im gleichnamigen District, der benachbarte Wolkenkratzer Madison House (245 m) und Koreatown mit seinen Restaurants. Die beiden Projektentwickler Lendlease und Victor Group kauften Luftrechte von sechs umliegenden Standorten, um das Gebäude in dieser Höhe mit angemessener Breite für Wohnungen zu errichten zu können.
Der Wohnturm hat 55 Etagen und beherbergt 130 luxuriöse Eigentumswohnungen. Die Fassade mit raumhohen Fenstern wird mit senkrecht verlaufenden Stahlbeton-Elementen aufgegliedert, was dem Gebäude eine schlanke Gestalt verleiht und dessen Höhe betont. Die moderne zeitlose Architektur ist zugleich eine Hommage an nahe gelegene Hochhäuser aus den späten 1930er und frühen 1940er Jahren. Einzelne Etagen versah man an den Gebäudeecken oder an einer Gebäudeseite zur Auflockerung der Fassade mit offenen Loggien. Der Turm ist mit einem wenige Meter breiten Ausleger freitragend über sein südliches Nachbargebäude erbaut worden. Die vier Etagen an der Basis nehmen Geschäfte, Service- und Freizeiteinrichtungen ein, darüber befinden sich die Apartments mit 1–4 Schlafzimmern. Die Bauarbeiten begannen 2016 und das Gebäude erreichte im März 2018 seine Endhöhe. Die Fertigstellung und Eröffnung fand im September 2019 statt.

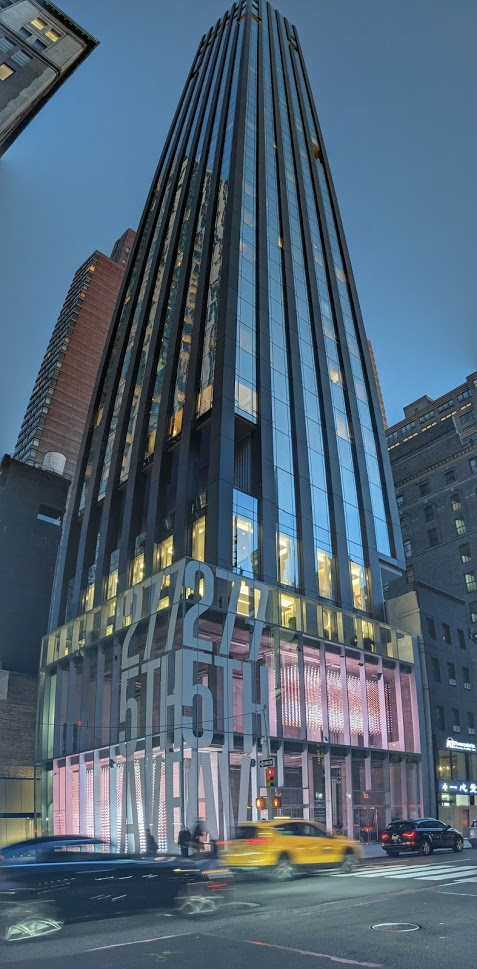
Die später wieder entfernte mehrere Stockwerke einnehmende Adresse (2020)